# Тиберій (співімператор)
Тиберій (705—711) — співімператор Візантійської імперії в 706—711 роках. Відомий також як Тиберій IV.

## Життєпис
Походив з династії Іраклія. Син візантійського імператора Юстиніана II від його другої дружини Феодори (сестрою хозарського кагана Ібузира). 705 року його батьки мешкали у Фанагорії, де переховувався Юстиніан, якого перед тим було повалено з трону. 705 року на прохання імператора Тиберія III каган Ібузир вирішив схопити та стратити Юстиніана. Останній відправив вагітну дружину до Хозарії, а сам рушив на Константинополь. У Хозарії того ж року в Ітилі або Семендері. Після відновлення Юстиніана на троні новонародженого Тиберія разом з матір'ю його вуйко Ібузир відпустив до Константинополя. Тут Тиберія 706 року було оголошено співімператором.
Замолоду долучався до державних справ. 710 року був серед тих, хто зустрічав папу римського Костянтина, який прибув до Константинополя. 711 року почався заколот у Херсонесі. Доволі швидко на бік повсталих перейшли феми імперії, а потім столиця. Юстиніан II нічого не міг протиставити. Невдовзі його було схоплено й страчено, а імператором оголошено Вардана. Тиберій разом з бабусею та матір'ю намагався сховатися у церкві, але його було витягнуто та вбито.